# The Sticky Licks (Album)
The Sticky Licks je debitantski studijski album mariborske rock skupine The Sticky Licks, izdan septembra 2014 v samozaložbi, premierno predstavljen 4. oktobra 2012 v Kinu Udarnik in v MMC-RTV SLO intervjuju, ter obsežno na Valu 202 v oddaji Na piedestal.
Album je bil posnet v studiu Soundgrounded s producentom Matejem Gobcem in tehnikom skupine Laibach. Na albumu so sodelovali priznani slovenski glasbeniki, med drugimi tudi Martin Janežič Buco in Denis Horvat (Hamo & Tribute 2 Love).
"Ljubezen Hladnega Dekleta" je med glasbenimi deli edina skladba v slovenščini. 

## Seznam pesmi
Vse pesmi na plošči so avtorsko delo skupine The Sticky Licks.
| Št. | Naslov                      | Dolžina |
| --- | --------------------------- | ------- |
| 1.  | „Man Of Sand‟               | 3:25    |
| 2.  | „Dancing Queen‟             | 3:33    |
| 3.  | „Feel Alright‟              | 4:32    |
| 4.  | „Low Life‟                  | 2:40    |
| 5.  | „Radiator Woman‟            | 3:39    |
| 6.  | „Ljubezen Hladnega Dekleta‟ | 5:06    |
| 7.  | „Library‟                   | 3:53    |
| 8.  | „No Money Blues‟            | 3:33    |
| 9.  | „Feel Chili‟                | 3:51    |
| 10. | „Same Place Same Bar‟       | 3:32    |
| 11. | „Things To Share‟           | 3:18    |
| 12. | „Burns Out‟                 | 4:09    |
| 13. | „Sorrow‟                    | 3:09    |

## Zasedba

### The Sticky Licks
- Mario Pešić — vokal
- Janez Rotman — kitara
- Bratko Zavrnik — kitara
- Matic Burazer — bas kitara
- Primož Verdinek — bobni